# Laguna Boca Paila
La Laguna Boca Paila es una laguna localizada al sur de Tulum al sur del estado mexicano de Quintana Roo.
La laguna está separada del Mar Caribe solo por una delgada franja de tierra y forma parte de una cadena de lagunas costeras.
Se puede ejercer la pesca de deporte en la laguna.
La laguna forma parte de la bioreserva de Sian Ka'an.